# Federația de Fotbal din Insula Sfântului Martin
Federația de Fotbal din Insula Sfântului Martin este forul ce guvernează fotbalul în partea franceză a Insulei Sfântului Martin și a Saint Barthélemy.

## Legături externe
- Sfântul Martin Arhivat în 7 iulie 2014, la Wayback Machine. pe site-ul CONCACAF